# Ґейл Джонсон
Ґейл Джонсон (англ. Gail Johnson, 0 грудня 1954) — американська плавчиня.
Чемпіонка світу 1973, 1975 років. Переможниця Панамериканських ігор 1975 року.